# Comfortably Numb
〈Comfortable Numb〉는 영국의 록 밴드 핑크 플로이드의 곡으로, 1979년에 발매한 음반 《The Wall》에 수록되었다. 곡 후반부 데이비드 길모어의 기타 연주가 매우 유명하며, 역사상 최고의 기타 솔로 중 하나로 손꼽힌다. 1980년 싱글로 발매되었으며, 〈Hey You〉는 B-사이드로 발매되었다. 코러스 진행과 기타 솔로곡은 기타리스트 데이비드 길모어가 썼고, 가사와 벌스 진행은 베이시스트인 로저 워터스가 썼다.
〈Comfortable Numb〉는 핑크 플로이드의 가장 유명한 곡 중 하나로, 두 개의 기타 솔로곡으로 유명하다. 2004년에는 《롤링 스톤》이 선정한 역사상 가장 위대한 노래 500곡 리스트에서 314위에 올랐다. 2005년에는 워터스, 길모어, 키보디스트 리처드 라이트, 드러머 닉 메이슨이 함께 공연한 마지막 곡이 되었다. 2012년 《The Wall》의 "이머전 박스 세트"에 초기 버전이 포함되었다.

## 인증
| 국가                               | 인증     | 판매량/출하량 |
| ---------------------------------- | -------- | ------------- |
| 이탈리아 (FIMI) sales since 2009   | 플래티넘 | 50,000        |
| 영국 (BPI) sales since 2004        | 플래티넘 | 600,000       |
| 판매량+스트리밍을 기반으로 한 인증 |          |               |